# Conus aulicus
Conus aulicus е вид охлюв от семейство Conidae. Възникнал е преди около 2,59 млн. години по времето на периода неоген. Видът не е застрашен от изчезване.

## Разпространение и местообитание
Разпространен е в Австралия (Куинсланд и Северна територия), Американска Самоа, Бангладеш, Бахрейн, Британска индоокеанска територия, Бруней, Вануату, Виетнам, Гуам, Източен Тимор, Индия, Индонезия, Иран, Камбоджа, Катар, Кения, Китай (Гуандун, Джъдзян, Дзянсу и Фудзиен), Кокосови острови, Коморски острови, Кувейт, Мавриций, Мадагаскар, Майот, Макао, Малайзия, Малдиви, Малки далечни острови на САЩ (Остров Бейкър и Хауленд), Маршалови острови, Мианмар, Микронезия, Мозамбик, Науру, Ниуе, Нова Каледония, Обединени арабски емирства, Оман, Остров Рождество, Острови Кук, Пакистан, Палау, Папуа Нова Гвинея, Параселски острови, Провинции в КНР, Реюнион, Самоа, Саудитска Арабия, Северна Корея, Северни Мариански острови, Сейшели, Сингапур, Соломонови острови, Сомалия, Острови Спратли, Судан, Тайван, Тайланд, Танзания, Токелау, Тонга, Тувалу, Уолис и Футуна, Фиджи, Филипини, Френска Полинезия, Хонконг, Шри Ланка, Южен Йемен, Южна Корея и Япония (Кюшу и Шикоку).
Обитава крайбрежията и пясъчните дъна на океани и морета. Среща се на дълбочина около 16 m.